# Alfred Meyer-Waldeck
Alfred Wilhelm Moritz Meyer (à partir d'avril 1903: Meyer-Waldeck), né le 27 novembre 1864 à Saint-Pétersbourg et mort le 25 août 1928 à Bad Kissingen, est un officier de marine de la marine impériale allemande qui fut gouverneur de la concession allemande de Kiaou-Tchéou, avec la ville de Tsingtao.

## Biographie
Alfred Meyer naît à Saint-Pétersbourg, où son père est diplomate.
Alfred Meyer entre dans la marine impériale en tant que cadet le 21 avril 1884. Il navigue sur la frégate SMS Niobe et passe l'année scolaire 1884-1885 à l'École de marine de Kiel, puis, jusqu'au 18 avril 1887, il poursuit sa formation sur la SMS Moltke et il est nommé sous-lieutenant de marine.
Il sert à partir jusqu'à octobre 1887 sur le SMS König Wilhelm, retourne à l'École de marine d'octobre 1887 à septembre 1888, prend du service à bord du SMS Moltke et de la SMS Niobe en septembre 1889, puis au 1er détachement d'artillerie de marine, jusqu'au 30 septembre 1890. Il est ensuite officier de garde sur le SMS Kaiser et il est nommé lieutenant de marine, le 15 décembre 1890.
Du 7 avril au 30 septembre 1890, il est officier-instructeur sur le brick SMS Musquito, puis du 1er avril 1892 au 12 janvier 1893 officier sur le bateau-école SMS Gneisenau. Il sert ensuite en tant que premier officier sur l'aviso SMS Wacht et de 1er avril 1893 au 31 mars 1895 est en service au commandement suprême de la marine impériale. Il passe au premier escadron de torpilleurs, où il parvient au poste de commandant de torpilleur et de Flaggleutnant, c'est-à-dire d'aide de camp de la deuxième flottille de torpilleurs. Il accède au grade de Kapitän zur See, le 12 avril 1897.
Sa carrière prend un tournant, lorsqu'il suit les cours de premier niveau de l'académie de marine de Kiel du 22 septembre 1897 au 31 mai 1898, puis, après avoir été à l'inspection des torpilleurs, ceux du second niveau. À sa sortie de l'académie, il navigue à partir du 1er mai 1899 vers le Panama et devient premier officier du croiseur auxiliaire SMS Geier, pour inspecter la base de stationnement allemande. Il est, pour son voyage de retour, nommé premier officier du SMS Hyäne et ensuite pendant deux mois sur le garde-côte SMS Hagen. Ensuite Alfred Meyer-Waldeck sert à l'état-major de l'amirauté, jusqu'au 28 janvier 1905. Entretemps il est nommé korvettenkapitän, le 28 mars 1903.
C'est en avril 1903, qu'il obtient le droit d'ajouter Waldeck à son nom de famille, de la part de l'administration de la principauté de Waldeck-Pyrmont.

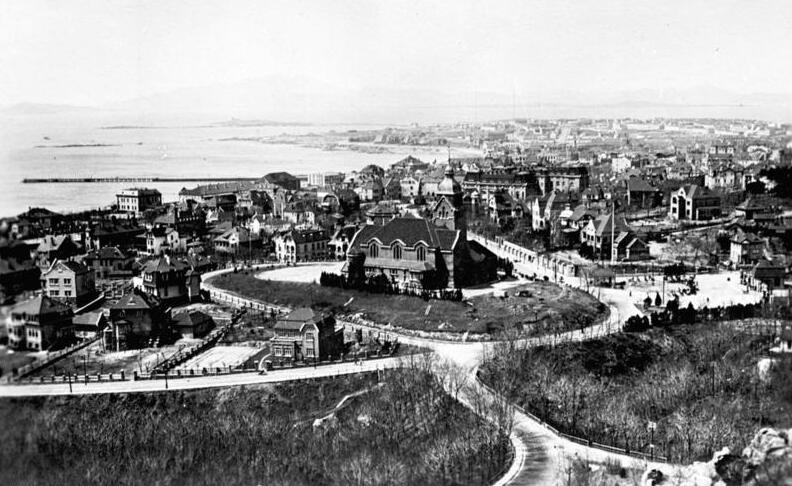
Vue de Tsingtao en 1914

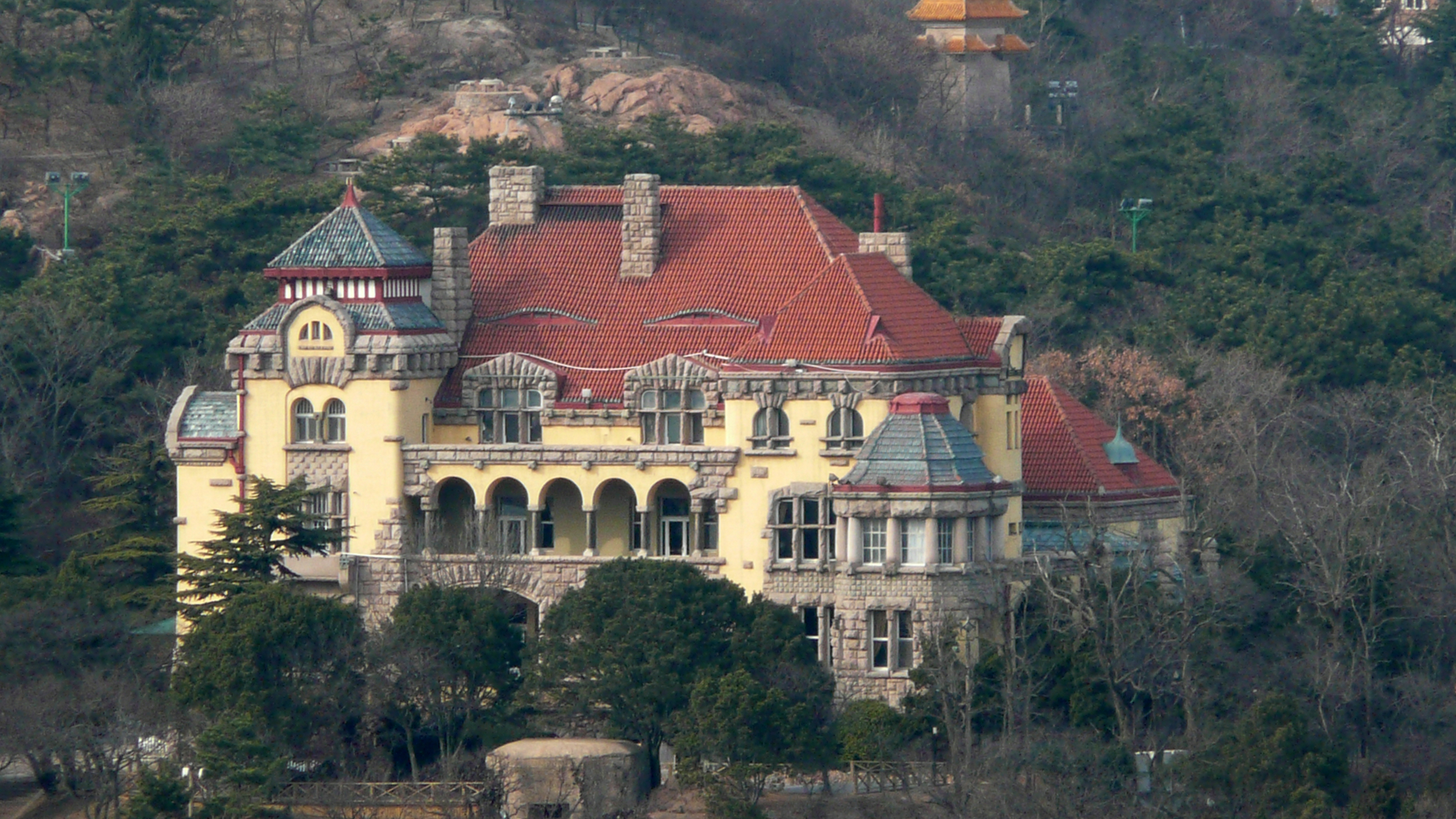
La résidence du gouverneur

Le Kapitän zur See succède à Oskar von Truppel en tant que gouverneur du territoire de Kiaou-Tchéou en Chine, qui a été concédé à bail à l'Empire allemand en 1899 pour une durée de quatre-vingt-dix-neuf ans, et dont le port et la ville principale se trouve à Tsingtao. Le Japon déclare la guerre à l'Allemagne, le 23 août 1914, en exigeant la colonie allemande. Il télégraphie à l'empereur Guillaume II qui ordonne de résister jusqu'au bout. Le siège de Tsingtao débute une semaine après, et les Allemands se rendent aux Japonais et à leurs alliés britanniques, le 7 novembre 1914. Les Allemands ont résisté pendant deux mois. Meyer-Waldeck reçoit la croix de fer de 1re classe, selon un télégramme du Kaiser lui-même.
Le Kapitän zur See Meyer-Waldeck est interné au Japon au camp de Bando avec les soldats et civils allemands de l'ancienne concession. Il est libéré en février 1920.
Il est nommé contre-amiral en 1915, puis vice-amiral, le 27 janvier 1918 (il est encore en détention). Il retourne en Allemagne par le vapeur Nankai Maru.
Il donne sa démission de la marine, le 31 août 1920. Il écrit ses Mémoires et s'éteint le 25 août 1928.

## Décorations
- Croix de fer de 1re classe
- Ordre de l'Aigle rouge de 3e classe
- Ordre de la Couronne (Prusse) de 2e classe
- Médaille du Service de Prusse
- Commandeur de 1re classe de l'ordre d'Henri le Lion
- Second grade de l'ordre du Dragon de 2e classe
- Grand-croix de l'ordre de François-Joseph
- Ordre de Sainte-Anne de 3e classe
- Ordre de Saint-Stanislas de 2e classe

## Œuvre
- Bilder von der Belagerung Tsingtaus, Munich, 1921, in almanach Auf See unbesiegt